# Skeleton op de Olympische Winterspelen 2010
Skeleton is een van de sporten die beoefend werden tijdens de Olympische Winterspelen 2010 in Vancouver. Skeleton stond voor de vijfde keer op het olympische programma, na de edities van 1924, 1948, 2002 en 2006. De wedstrijden vonden plaats op de bobslee-, rodel- en skeletonbaan van het Whistler Sliding Centre.
Het IOC had het maximale aantal deelnemers bij het skeleton vastgesteld op 30 bij de mannen en 20 bij de vrouwen.

## Programma
|         | 18 februari (16.30) | 19 februari (15.45) |
| ------- | ------------------- | ------------------- |
| Mannen  | run1 en 2           | run 3 en 4          |
| Vrouwen | run1 en 2           | run 3 en 4          |

## Medailles
In het skeleton veroverden alle zes de medaillewinnaars hun eerste olympisch eremetaal. Twee van hen stonden op het eindpodium van de Wereldbeker skeleton 2009/2010. De winnaar van dit klassement bij de mannen, de Let Martins Dukurs, behaalde de zilveren medaille. De Duitse Kerstin Szymkowiak werd derde in het WB-klassement, hier behaalde ze de zilveren medaille.
| Onderdeel | Goud | Goud           | Zilver | Zilver             | Brons | Brons               |
| --------- | ---- | -------------- | ------ | ------------------ | ----- | ------------------- |
| Mannen    | CAN  | Jon Montgomery | LAT    | Martins Dukurs     | RUS   | Aleksandr Tretjakov |
| Vrouwen   | GBR  | Amy Williams   | GER    | Kerstin Szymkowiak | GER   | Anja Huber          |

## Uitslagen

### Mannen
| #                                  | Olympiër              | Land | Totaal  | Run 1    | Run 2 | Run 3    | Run 4  |
| ---------------------------------- | --------------------- | ---- | ------- | -------- | ----- | -------- | ------ |
| Goud                               | Jon Montgomery        | CAN  | 3.29,73 | 52,60    | 52,57 | 52,20 BR | 52,36  |
| Zilver                             | Martins Dukurs        | LAT  | 3.29,80 | 52,32 BR | 52,59 | 52,28    | 52,61  |
| Brons                              | Aleksandr Tretjakov   | RUS  | 3.30,75 | 52,70    | 53,05 | 52,30    | 52,70  |
| 4                                  | Tomass Dukurs         | LAT  | 3.31,13 | 52,94    | 52,88 | 52,62    | 52,69  |
| 5                                  | Zach Lund             | USA  | 3.31,27 | 53,04    | 52,85 | 52,57    | 52,81  |
| 6                                  | Kristan Bromley       | GBR  | 3.31,30 | 52,91    | 52,89 | 52,70    | 52,80  |
| 7                                  | Frank Rommel          | GER  | 3.31,40 | 52,90    | 53,25 | 52,55    | 52,70  |
| 8                                  | Matthias Guggenberger | AUT  | 3.31,81 | 52,75    | 53,02 | 53,03    | 53,01  |
| 9                                  | Jeff Pain             | CAN  | 3.31,86 | 53,03    | 53,18 | 53,00    | 52,65  |
| 10                                 | Sandro Stielicke      | GER  | 3.32,08 | 53,18    | 53,24 | 52,64    | 53,02  |
| 11                                 | Ben Sandford          | NZL  | 3.32,59 | 53,11    | 53,32 | 52,90    | 53,26  |
| 12                                 | Sergej Tsjoedinov     | RUS  | 3.32,95 | 53,64    | 53,26 | 53,13    | 52,92  |
| 13                                 | Michi Halilovic       | GER  | 3.33,12 | 53,09    | 53,87 | 52,92    | 53,24  |
| 14                                 | Eric Bernotas         | USA  | 3.33,27 | 53,23    | 53,55 | 53,33    | 53,16  |
| 15                                 | Gregory Saint-Genies  | FRA  | 3.33,31 | 53,40    | 53,16 | 53,32    | 53,43  |
| 16                                 | Pascal Oswald         | SUI  | 3.33,75 | 53,77    | 53,68 | 53,00    | 53,30  |
| 17                                 | John Daly             | USA  | 3.34,01 | 54,08    | 53,65 | 53,23    | 53,05  |
| 18                                 | Adam Pengilly         | GBR  | 3.34,51 | 53,75    | 54,17 | 53,36    | 53,23  |
| 19                                 | Shinsuke Tayama       | JPN  | 3.35,17 | 53,94    | 53,84 | 54,03    | 53,36  |
| 20                                 | Kazuhiro Koshi        | JPN  | 3.35,28 | 54,02    | 54,10 | 53,74    | 53,42  |
| niet gekwalificeerd voor de 4e run |                       |      |         |          |       |          |        |
| 21                                 | Anze Setina           | SLO  | 2.42,60 | 54,50    | 54,35 | 53,75    | 88,988 |
| 22                                 | Cho In-ho             | KOR  | 2.43,16 | 54,46    | 54,42 | 54,28    | 88,988 |
| 23                                 | Anthony Deane         | AUS  | 2.43,35 | 54,55    | 54,12 | 54,68    | 88,988 |
| 24                                 | Ander Mirambell       | ESP  | 2.43,62 | 54,77    | 54,59 | 54,26    | 88,988 |
| 25                                 | Patrick Shannon       | IRL  | 2.44,98 | 55,18    | 55,20 | 54,60    | 88,988 |
| 26                                 | Nicola Drocco         | ITA  | 2.45,34 | 55,77    | 54,60 | 54,97    | 88,988 |
| -                                  | Iain Roberts          | NZL  | 9.99,99 | 55,21    | 57,58 | DNS      | 99,99  |
| -                                  | Michael Douglas       | CAN  | 9.99,99 | 52,83    | 53,04 | DSQ      | 99,99  |

DNS = niet gestart, DSQ = gediskwalificeerd.
De Australiër John Farrow en Patrick Singleton uit Bermuda trokken zich voor aanvang van de wedstrijd terug.

### Vrouwen
| #      | Olympiër              | Land | Totaal  | Run 1    | Run 2 | Run 3    | Run 4 |
| ------ | --------------------- | ---- | ------- | -------- | ----- | -------- | ----- |
| Goud   | Amy Williams          | GBR  | 3.35,64 | 53,83 BR | 54,13 | 53,68 BR | 54,00 |
| Zilver | Kerstin Szymkowiak    | GER  | 3.36,20 | 54,15    | 54,11 | 53,91    | 54,03 |
| Brons  | Anja Huber            | GER  | 3.36,36 | 54,17    | 54,21 | 54,10    | 53,88 |
| 4      | Noelle Pikus-Pace     | USA  | 3.36,46 | 54,30    | 54,21 | 53,88    | 54,07 |
| 5      | Mellisa Hollingsworth | CAN  | 3.36,60 | 54,18    | 54,17 | 53,81    | 54,44 |
| 6      | Shelley Rudman        | GBR  | 3.36,69 | 54,66    | 54,26 | 53,95    | 53,82 |
| 7      | Amy Gough             | CAN  | 3.37,01 | 54,14    | 54,78 | 53,92    | 54,17 |
| 8      | Marion Trott          | GER  | 3.37,11 | 54,53    | 54,53 | 53,88    | 54,17 |
| 9      | Maya Pedersen-Bieri   | SUI  | 3.37,51 | 54,53    | 54,83 | 54,24    | 53,91 |
| 10     | Emma Lincoln-Smith    | AUS  | 3.37,63 | 54,28    | 54,41 | 54,54    | 54,40 |
| 11     | Katie Uhlaender       | USA  | 3.37,93 | 54,51    | 54,53 | 54,54    | 54,35 |
| 12     | Melissa Hoar          | AUS  | 3.38,22 | 54,73    | 54,48 | 54,48    | 54,53 |
| 13     | Michelle Kelly        | CAN  | 3.40,79 | 54,73    | 55,49 | 55,56    | 55,01 |
| 14     | Tionette Stoddard     | NZL  | 3.41,69 | 55,85    | 55,93 | 55,02    | 54,89 |
| 15     | Costanza Zanoletti    | ITA  | 3.41,80 | 55,48    | 55,63 | 55,38    | 55,31 |
| 16     | Svetlana Troenova     | RUS  | 3.42,19 | 56,47    | 55,32 | 55,23    | 55,17 |
| 17     | Desirée Bjerke        | NOR  | 3.42,36 | 56,48    | 55,28 | 55,34    | 55,26 |
| 18     | Jelena Joedina        | RUS  | 3.42,79 | 55,42    | 56,06 | 55,54    | 55,77 |
| 19     | Maria Marinela Mazilu | ROU  | 3.42,92 | 57,10    | 57,03 | 58,14    | 55,65 |
| -      | Nozomi Komuro         | JPN  | 9.99,99 | DSQ      | 99,99 | 99,99    | 99,99 |

DSQ = gediskwalificeerd. 

## Medailleklassement
| Plaats | Land             | NOC    | Goud | Zilver | Brons | Totaal |
| ------ | ---------------- | ------ | ---- | ------ | ----- | ------ |
| 1      | Canada           | CAN    | 1    | 0      | 0     | 1      |
| 1      | Groot-Brittannië | GBR    | 1    | 0      | 0     | 1      |
| 3      | Duitsland        | GER    | 0    | 1      | 1     | 2      |
| 4      | Letland          | LAT    | 0    | 1      | 0     | 1      |
| 5      | Rusland          | RUS    | 0    | 0      | 1     | 1      |
| Totaal | Totaal           | Totaal | 2    | 2      | 2     | 6      |

St. Moritz 1928 · 
St. Moritz 1948 · 
Salt Lake City 2002 · 
Turijn 2006 · 
Vancouver 2010 · 
Sotsji 2014 · 
Pyeongchang 2018 · 
Peking 2022 
Lijst van olympische medaillewinnaars
Alpineskiën · Biatlon · Bobsleeën · Curling · Freestyleskiën · Kunstrijden · Langlaufen · Noordse combinatie · Rodelen · Schaatsen · Schansspringen · Shorttrack · Skeleton · Snowboarden · IJshockey